# Шарлот Корде
Шарло̀т Кордѐ, чието пълно име е Мари-Ан-Шарлот де Корде д’Армон (на френски: Marie-Anne-Charlotte de Corday d’Armont, 1768-1793) е френска благородничка, която убива лидера на якобинците Жан-Пол Марат.
Шарлот Корде е родом от Нормандия. Родена е в селцето Ле Шампо (на френски: Les Champeaux), което се намира на 5 км от Вимутие (на френски: Vimoutiers). Правнучка на известния драматург Пиер Корней по майчина линия. Шарлот Корде е аристократка по произход, но без значително богатство и имущество. Почитателка е на Плутарх, Тацит и Русо.
Привърженичка на монархията, тя решава да убие Марат след смъртта на Луи XVI на 21 януари 1793 и репресиите срещу монархистите, предприети от оглавените от Марат якобинци. Пристига в Париж от Каен и на 13 юли 1793 отива в дома на Марат под претекст, че ще му разкрие имената на жирондистите от Каен. Убива го в банята му, докато се къпе във ваната. Преди това дълго разговаря с него и забива кинжала в тялото му, след като той казва, че се кани да убие всички монархисти.
Заловена е от приятелите на Марат преди да успее да избяга и е предадена на революционния трибунал. Четири дни по-късно е гилотинирана по обвинение в убийство. По време на съдебния процес проявява съвършена храброст.
Личността на Корде се превъзнася както от противниците на Френската революция, така и от революционерите – врагове на якобинците (примерно продължаващите съпротивата жирондисти).
Пушкин в стихотворението си и „Андре Шение“ нарича Шарлот Корде „дева-евменида“ (богиня на отмъщението).